# Glavni osumljenec
Glavni osumljenec ali ključni osumljenec je oseba, ki naj bi bila najverjetneje osumljena pri organih pregona, ki preiskujejo kazniva dejanja. Izraz "glavni osumljenec",izhaja iz leta 1931. Izraz "Ključni osumljenec" je bil omenjen že leta 1948.
Obstaja več razlogov, da se lahko oseba šteje za glavnega osumljenca:
- Biti pozitivno opredeljen kot edina oseba, vidna na kraju ali v bližini prizora kaznivega dejanja, ko je prišlo do kaznivega dejanja.
- Biti povezana z neko obliko forenzičnih dokazov, kot je DNA.
- Poimenovanje priče.
- Najverjetnejši motiv za kaznivo dejanje.
- Posredovanje podatkov, ki bi jih imel samo tisti, ki je storil kaznivo dejanje.
- Zgodovina kaznivih dejanj, ki imajo podobnost kaznivega dejanja, ki se preiskuje.
- Priznanje dejanja.